# 雜斑矮鱸
雜斑矮鱸為輻鰭魚綱鱸形目鱸亞目真鱸科的一種，為温帶淡水魚，分布於澳洲西南部Vlaminghian淡水流域，體長可達8公分，棲息在溪流、沼澤、湖泊及水塘底中層水域，以昆蟲、甲殼類等為食，生活習性不明。

## 擴展閱讀
維基物種上的相關：雜斑矮鱸